# Thylacosceles
Thylacosceles is een geslacht van vlinders van de familie Stathmopodidae.

## Soorten
- T. acridomima Meyrick, 1889
- T. angareuta Meyrick, 1922
- T. cerata Meyrick, 1913
- T. judex Meyrick, 1913
- T. pithanodes Bradley, 1961
- T. radians Philpott, 1918